# K. L. Slater
K. L. Slater ou Kim Slater (Nottinghamshire) é uma escritora inglesa de thrillers de crimes psicológicos. Ela já vendeu mais de dois milhões de cópias de seus livros em todo o mundo.

## Biografia
Ela também escreveu quatro romances para jovens adultos indicados ao prêmio literário britrânico Carnegie Medal com a variação da sua assinatura: Kim Slater. Kim mora com o marido em Nottingham, Inglaterra.
Depois de anos tentando ter seus livros publicados e sem sucesso, ela voltou para a universidade aos 40 anos, onde recebeu um diploma em Inglês e Escrita Criativa e um mestrado em Escrita Criativa.

## Obras
- Safe With Me (2016) em Portugal: A Salvo Comigo (TopSeller, 2017)
- The Mistake (2017)
- Blink (2017) em Portugal: Sem Rasto (TopSeller, 2018)
- Liar  (2017) em Portugal: Profunda Obsessão (TopSeller, 2018)
- The Visitor (2018)
- Closer (2018)
- The Secret (2018)
- The Silent Ones (2019)
- Single (2019)
- Finding Grace (2019)
- The Apartment (2020)
- Little Whispers (2020)
- The Girl She Wanted (2020)
- The Marriage (2021)
- The Evidence (2021)
- The Widow (2021)

### Como Kim Slater
- Smart (2014)
- A Seven Letter Word (2016)
- 928 Miles From Home (2017)
- The Boy Who Lied (2018)